# Белое (озеро, Намский улус)
Бе́лое — пресноводное озеро в центральной части Якутии, в Намском улусе (Тюбинский наслег). Расположено в северной части Намского улуса на Центрально-Якутской низменности, в левобережье реки Лена. Озеро находится в границах особо охраняемой природной территории республиканского значения — ресурсного резервата Белоозерский.
Площадь зеркала 19,2 км². Длина озера 7,8 км, ширина достигает 3,4 км в центральной части. Высота над уровнем моря — 76 м.
Береговая линия умеренно изрезана. Берега низкие, участками покрыты лиственничной тайгой, на западе (в устье реки Беленькой) — заболочены. На северном берегу ранее располагался рыболовный участок Озеро Белое (Ылгынджа). Четыре небольших острова — три у западного берега и один у северного. На востоке Белое соединяется через протоку с озером Бере-Кюель площадью 3,8 км². На западе вытекает река Беленькая длиной 22 км, через которую озеро имеет сток в Лену. Ближайший населённый пункт — село Булус, расположенное в 22 км к восток-юго-востоку.
В озере Белое традиционно осуществляется подлёдный лов карася, которым озеро славится. Также обитает озёрный гольян.